# Complement
Termenul complement (din cuvântul latinesc complementum, cu sensul general „ceea ce se adaugă la ceva pentru a-l întregi”) folosit în sintaxă denumește o parte din părțile de propoziție subordonate altora.

## Tipuri de complemente
În sintaxa tradițională a limbii române, termenul desemnează părți de propoziție care determină un verb, o interjecție predicativă, un adjectiv sau un adverb. Acestea sunt părți de propoziție existente și în alte limbi, eventual cu o frecvență mai redusă într-o limbă decât în alta. În gramaticile unora se găsesc cu aceeași denumire de origine latină sau cu traducerea ei, ori cu un termen total diferit. Au caracteristici generale comune în diverse limbi, dar definițiile lor pot fi mai mult sau mai puțin diferite în funcție de trăsături pe care le au într-o limbă sau alta.
În gramaticile tradiționale ale limbii române se găsesc patru tipuri de complemente. În funcție de natura relației sintactice și semantice dintre ele și regent, se clasifică în necircumstanțiale (primele trei de mai jos) și circumstanțiale.
Complementul direct (CD) exprimă ființa sau lucrul implicat în acțiunea exprimată de un verb tranzitiv la diateza activă, ca obiect asupra căruia se exercită acea acțiune, sau lucrul rezultat din acea acțiune. Exemplu : Citesc un articol.
Unele verbe intranzitive pot primi uneori un CD din sfera semantică a verbului, numit „CD intern”: a dormi somn greu.
Complementul indirect (CI) are mai multe definiții, niciuna suficient de cuprinzătoare, având un caracter eterogen din punctul de vedere al formei și al conținutului. Una din definițiile sale generale este prin contrast cu cea a complementului direct. Pe când acesta este implicat în acțiune ca obiect asupra căruia se efectuează aceasta, complementul indirect este și el implicat în acțiune, dar ca obiect în legătură cu care se efectuează aceasta. Exemplu: Părinții le-au interzis copiilor să plece în călătorie.
Complementul de agent exprimă autorul real al unei acțiuni, fără să fie subiectul gramatical sau, din punct de vedere pragmatic, tema propoziției. Este calificat în mod tradițional ca „subiect logic”, în opoziție cu „subiect gramatical”. Exemplu: Era o carte citită de toată lumea. Acest tip de complement are o frecvență mai redusă în limbi ca cele din diasistemul slav de centru-sud (bosniacă, croată, muntenegreană, sârbă, prescurtat BCMS), în raport cu româna, de exemplu. Gramaticile lor nici nu-l delimitează ca atare.
Complementul circumstanțial este o specie de complement format dintr-un ansamblu eterogen de subspecii definite în primul rând semantic. Conform definiției tradiționale, acestea exprimă diferite circumstanțe (împrejurări) de realizare a acțiunii, de producere a stării sau a calității: loc, timp, mod, cauză, scop etc.. Numărul de tipuri de complement circumstanțial poate fi diferit de la un autor la altul, în funcție de gradul de detaliere a descrierii semantice.

## Grade de necesitate a complementului
Complementul este necesar în grade diferite, ceea ce depinde de sensul lexical al termenului lor regent, precum și de limba considerată. Sunt trei grade de necesitate:
Complementul este obligatoriu sau esențial dacă fără el regentul nu poate funcționa corect:
- complement direct: ro Atunci el spuse o prostie[21];
- complement indirect: hu  Jártas a biológiában „Se pricepe la biologie”[22];
- complement circumstanțial: cnr  Komšija je stanovao na kraju ulice „Vecinul locuia la capătul străzii”[23];
- complement de agent: fr  Ces villas sont possédées par des étrangers „Aceste vile sunt posedate de străini”[24].

Complementul este reprezentabil dacă în anumite împrejurări poate fi omis, dar este totdeauna subînțeles:
- CD: fr  Je comprends (votre attitude) „Înțeleg (atitudinea dumneavoastră)”[25];
- CI: hu  Hozzáfog (valamihez) „Se apucă (de ceva)”[26].

Complementul este facultativ dacă nu este nevoie nici să fie subînțeles pentru ca sintagma sau propoziția din care face parte să fie corectă:
- CD: cnr  Pišemo (pisma) „Scriem (scrisori)”[23];
- CI: fr  Jean sourit (à Lucie) „Jean zâmbește (la Lucie)”[27];
- CC: hu  (A fűben) fekszik „Stă culcat(ă) (în iarbă)[26];
- CA: ro  Condițiile sunt stabilite (de participanți)[28].

## Construcții cu complemente
Raportul dintre complement și regentul său se poate realiza în mai multe feluri:
- direct, adică fără cuvânt gramatical, și cuvântul care îl exprimă având forma lui de bază, în cazul substantivului și al pronumelui, aceeași ca în funcție de subiect;
- direct și cu forma schimbată în mod specific față de forma de bază;
- cu cuvânt gramatical și la forma de bază;
- cu cuvânt gramatical și cu forma schimbată.

Modul de realizare a raportului depinde de mai mulți factori: tipul complementului, partea de vorbire căruia îi aparține, limba considerată. Din acest punct de vedere există o deosebire generală între limbile fără declinare și cele cu declinare.
Într-o limbă fără declinare precum franceza, complementul direct exprimat prin substantiv se leagă totdeauna direct de regent și are forma sa de bază, aceea pe care o are și în funcție de subiect: L’enfant lit le livre „Copilul citește cartea”. Caracteristica construcției sale este locul său după verb într-o propoziție în care nicio parte nu este scoasă în evidență.
Într-o limbă practic tot fără declinare, cum este engleza, unele complemente circumstanțiale exprimate prin substantive sunt precedate de o prepoziție și își păstrează forma de bază: The coat was over his arm „Paltonul era (ținut) pe braț”.
Într-o limbă cu declinare ca româna, complementul indirect de atribuire este construit fără prepoziție și este la cazul dativ marcat de o desinență alta decât la nominativ: Gheorghe scrie Mariei.
În limbi cu declinare precum BCMS, multe complemente indirecte și circumstanțiale sunt construite cu prepoziție și sunt la un caz cerut de aceasta, altul decât nominativul și vocativul, marcat printr-o desinență mai mult sau mai puțin specifică: sr  Sve zavisi od rezultata (genitiv) „Totul depinde de rezultat”.
Uneori, un regent este folosit cu mai mult de un complement de tipuri diferite. Sunt frecvente construcțiile cu complement direct și complement indirect ale verbelor de tipul „a da” și „a zice”:
- ro  A mărturisit totul (CD) mamei (CI)[30];
- fr  Je me (CI) coupe une tranche (CD) de jambon „Îmi tai o felie de șuncă”[32];
- en  I can show it (CD) to you (CI) „Pot să ți-l/o arăt”[33];
- hr  Ja sam joj (CI) uzeo nešto (CD) „Eu am luat ceva de la ea”[34].
- hu  Kinek (COI) akarsz ajándékot (COD) venni? „Cui vrei să-i cumperi cadou?”[35].

Pe lângă aceste tipuri de complemente, același regent mai poate avea și alt tip de complement, ex. fr  Au début de la séance (CC), le professeur avait présenté le contenu de son cours (COD) aux étudiants (COI) „La începutul ședinței, profesorul prezentase studenților conținutul cursului său”.
Fiecărui tip de complement îi corespunde o propoziție subordonată care îndeplinește aceeași funcție sintactică:
- CD : fr  On raconte que l’eau de cette fontaine guérit de certaines maladies „Se povestește că apa din fântâna asta vindecă unele boli”[37];
- CI : ro  Am scris cui trebuia[38];
- CA : ro  Premiile au fost obținute de cine a meritat[39];
- CC : hu  Azért megyek el, mert itt nincs szükség rám „Plec pentru că aici nu e nevoie de mine[40].

## Structuri de complement
În privința structurii sale interne, Constantinescu-Dobridor 1998 distinge următoarele feluri de complemente:
- simplu, exprimat printr-un singur cuvânt reprezentant al unei părți de vorbire cu sens lexical suficient, cu sau fără cuvânt gramatical (exemplele de până aici);
- complex, alcătuit dintr-o parte de vorbire cu sens lexical suficient, precedată de un adverb de mod de precizare, de întărire, de restricție sau de aproximație: Chiar acolo s-a dus, Sosește tocmai vineri, L-a expediat și pe-al treilea, Este fabricat numai pentru consum, Înainta cam încet;
- multiplu, exprimat prin două sau mai multe cuvinte, reprezentante ale uneia sau mai multor părți de vorbire cu sens lexical suficient, coordonate între ele: [...] se bucură de frumusețea florilor și de dulceața și curățenia aerului (Petre Ispirescu);
- dezvoltat, alcătuit din substantive proprii însoțite de prenume sau de apelative, din construcții infinitivale (relative sau nominale), gerunziale (nominale) sau de supin (nominale) etc.: S-a întâlnit cu Gicu Cismaru chiar în sat, Nu se despărțea de moș Florea, N-are ce mânca, Până a fi inginer, lucrase în altă parte, Devenind arhitect, se afla mereu pe șantier, De ajuns tehnician a ajuns el, dar nu prea e serios.